# Assembleia Municipal
Una Assembleia Municipal (pron. AFI: [ɐsẽ'blɐiɐ munisi'paɫ]; asamblea municipal) gobierna un concejo en Portugal. La mitad de los diputados de las asambleas son elegidos por periodos de cuatro años y la otra mitad son los presidentes de las juntas de freguesia que forman el municipio. La asamblea municipal se reúne cinco veces al año, y sus miembros reciben una dieta por asistir a las sesiones. Las competencias de la asamblea son legislativas.